# Franská říše
Franská (také francká) říše neboli Franské království, resp. Království Franků (latinsky Regnum Francorum), zkráceně Franky (latinsky Francia), jsou souhrnná označení pro různě rozlehlý státní útvar západní Evropy zvaný  v raném středověku 6. do 10. století, které bylo pod nadvládou franské dynastie Merovejců a později Karlovců. Vzniklo po roce 481, kdy se Chlodvík stal králem germánského království sálských Franků, jednoho z barbarských států na místě zaniklé římské říše, a kdy dobyl a ovládl značnou část někdejší Galie. Říši často rozdělenou na jednotlivá království znovu spojila a rozšířila nová dynastie Karlovců vzešlá z rodu královských správců majordomů. Největší moci a územního rozsahu dosáhla říše za vlády Karla Velikého, kdy se též označuje jako karolínská říše a byla snahou o obnovení starověké římské říše. Franská říše se rozdělila v roce 843 verdunskou smlouvou a v druhé polovině 10. století se dědicem západofranské říše stalo království Francie a dědicem východofranské říše a snah Karla Velikého (německá) svatá říše římská.
Po smrti zakladatele říše Chlodvíka byla říše rozdělena mezi jeho syny na Austrasii a Neustrii na severu a Akvitánii a Burgundsko na jihu. Znovu sjednotit říši se v 6. století podařilo jen nakrátko (558–561) Chlotharu I. V první polovině 7. století ovládl franskou říši Chlothar II. (613–629) a Dagobert I. (629–639).
Období po smrti Dagoberta roku 639 až do sesazení posledního merovejského krále Childericha III. roku 751 je charakteristické úpadkem moci franských králů, nazvaných později rois fainéants – „nicnedělající králové“, ve prospěch majordomů, kteří na sebe převzali královské kompetence. V poslední čtvrtině 7. století byl austrasijským majordomem Pipin II. z rodu Pipinovců, jenž porazil roku 687 v bitvě u Tertry vojsko neustrijského krále Theudericha III. a jeho majordoma Berchara. Jeho syn Karel Martel zastavil muslimskou expanzi do Evropy vítězstvím nad Umajjovci v bitvě u Tours roku 732. Pipin III. Krátký se po upevnění moci nechal zvolit prvním králem nové dynastie Karlovců nazvané po svém otci.
Pipin Krátký porazil langobardské království, které ohrožovalo papežský Řím, a pomohl ustanovit Papežský stát (Pipinova donace) odměnou za papežskou podporu pro svržení Merovejců. Na jeho politiku navázal roku 768 jeho syn Karel Veliký, který byl roku 800 v Římě papežem korunován na císaře. Karel Veliký se tak měl stát vládcem a ochráncem všech západních křesťanů. Karlova vláda přinesla také správní reorganizaci říše, růst vzdělanosti a kulturní rozkvět (tzv. karolínská renesance). Po smrti Karlova nástupce Ludvíka Pobožného (814–840) následovaly tři roky rozbrojů jeho tří synů, jež byly ukončeny roku 843 verdunskou smlouvou, jež znamenala definitivní rozdělení franské říše.

## Historie Franské říše

### Frankové vdobě římské

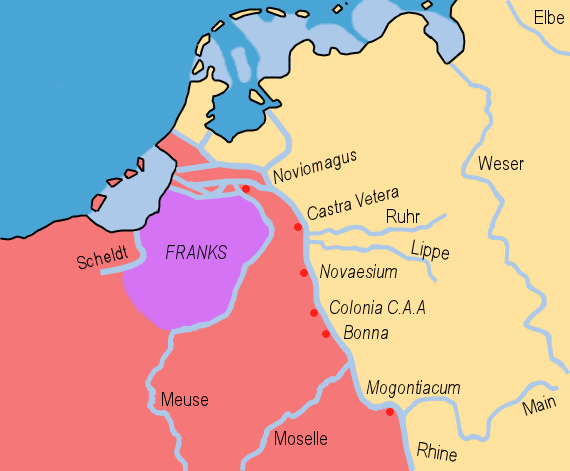
Území franských foederatů

Frankové se v římských písemných pramenech objevují poprvé v polovině 3. století v souvislosti s útoky germánských kmenů na římskou hranici. Od počátku 4. století Frankové pronikali také do římského vojska, postupem času se někteří dostali i do funkce konzula a v 2. polovině 4. století se dokonce franští konzulové Magnentius a Silvanus pokusili uzurpovat trůn římského císaře. Římané nebyli stále více schopni zvládat franský vojenský nápor, a proto se s nimi snažili vyjednávat a jakožto foederaty je začlenit do svých služeb. Výměnou za vojenskou pomoc se Frankové mohli usazovat na území římské říše a sami si vládnout. Moc římské říše nejen v této oblasti proto postupně slábla.

### Merovejské království (481–687)

#### Childerich a Chlodvík

Růst Chlodvíkovy říše (481–511)

Franský král Childerich I. (asi 440–481) z rodu Merovejců byl sice zároveň správcem římské provincie Belgia secunda se sídlem v Tournai, svou moc však posiloval na úkor slábnoucí západořímské říše, jež se roku 476 rozpadla. Není zcela jasné, zdali Frankové začali šířit svou moc do severní Galie právě pod vedením Childericha nebo až za vlády jeho syna Chlodvíka (asi 481–511), teprve Chlodvíkovy výboje však daly vzniknout franské říši. Roku 486 Chlodvík zvítězil nad Syagriem u Soissons a ovládl jeho říši, čímž postupně rozšířil svou moc nad celou severní Galií natolik, že nakonec přenesl své sídlo do Paříže. Roku 491 podnikl tažení proti Durynkům, v tomto případě však Chlodvík dospěl pouze k dočasným úspěchům. Úspěšnější byla jeho další expanze na jih. Roku 493 se oženil s burgundskou princeznou Chrodechildou. Převrat v Burgundsku a zavraždění Chrodechildiných rodičů se staly Chlodvíkovi záminkou k sérii vpádů do Burgundska, kterými si vynutil platbu tributu. Tribut mu museli platit také Vizigóti.

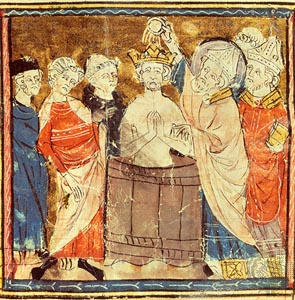
Chlodvíkův křest (496), vyobrazení ze 14. století

Chlodvík posiloval svou moc nejen co do rozsahu říše, nýbrž také v rámci franského kmenového svazu. Odstranil především vůdce ripuárských Franků Sigiberta Chromého a postupně sjednotil, byť za cenu krveprolití a občanských válek, franské kmeny. Poprvé se tak mezi Franky objevila myšlenka jednotné franské identity. Chlodvík si ponechal jakožto syn správce římské provincie mnohé římské zvyky, rovněž organizace vojska a státní správy se v mnohém podobala spíše římskému než germánskému vzoru. Konsolidace proběhla také v právní oblasti, když Chlodvík nechal ke konci své vlády kodifikovat franské právní zvyklosti do zákoníku Lex Salica.
Údajně pod vlivem své manželky Chrodechildy a pod dojmem z vítězství nad Alamany v bitvě u Tolbika se nechal Chlodvík pokřtít. Zprvu byl snad ariánem podobně jako ostatní germánští vůdcové, kteří ariánství považovali za svou národní verzi křesťanství. Toho chtěl využít Theodorich Veliký, jenž chtěl vytvořit velkou germánskou ariánskou říši. Chlodvík si toto hledisko uvědomoval a rozhodl se uniknout Theodorichovu vlivu přijetím katolictví roku 486, v čemž jej podpořil i byzantský císař Anastasios I. Proces christianizace byl ovšem velmi dlouhý, neboť kontakt venkova s křesťanskými duchovními zůstával i přes Chlodvíkovu podporu církve slabý. Rychleji pak probíhalo pokřesťanštění v galorománských oblastech.

#### Chlodvíkovo dědictví

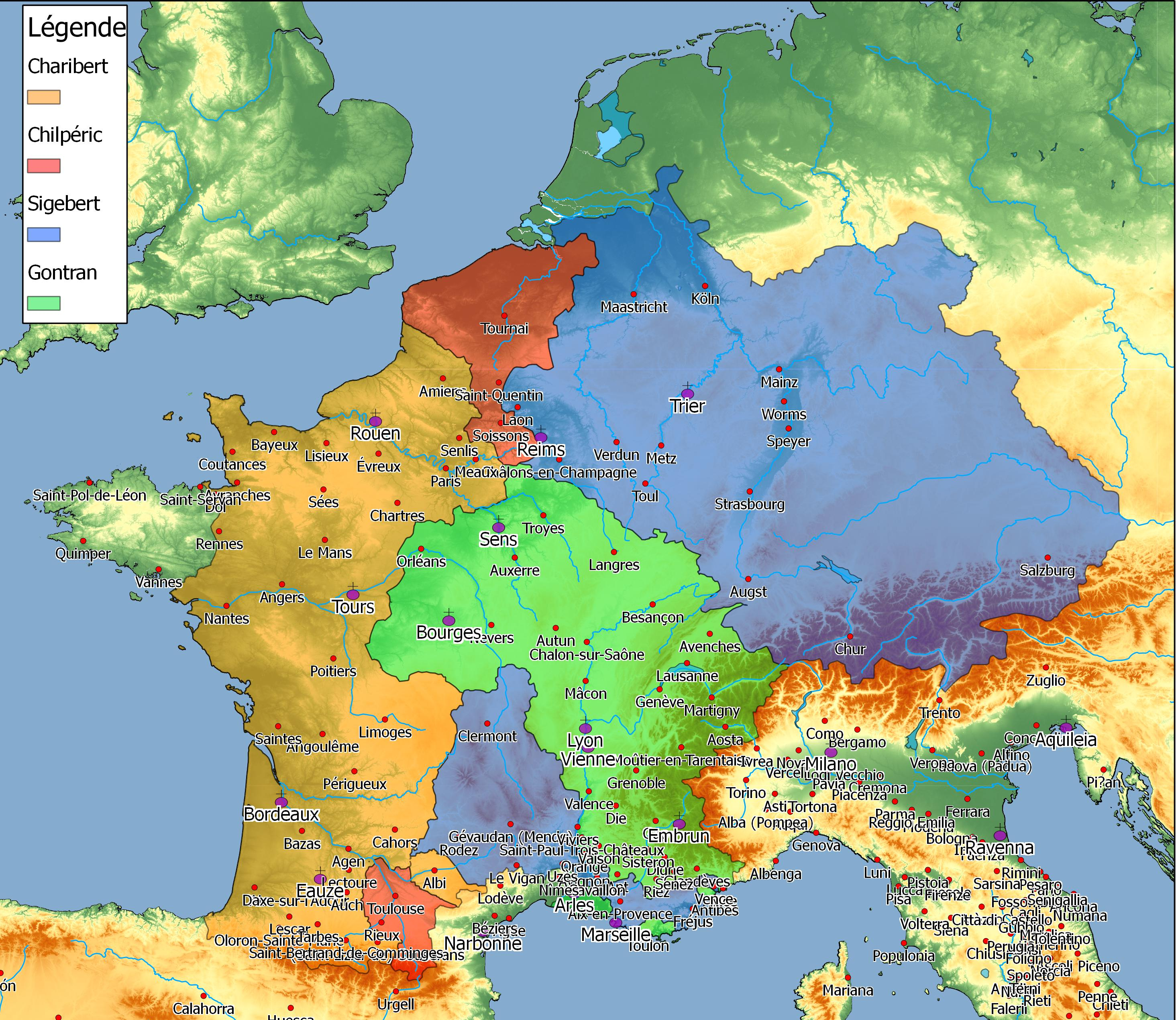
Rozdělení říše mezi syny Chlothara I. (561)

Po Chlodvíkově smrti v listopadu 511 si franskou říši rozdělili jeho čtyři synové: Chlothar (511–561), Childebert (511–558), Chlodomer (511–524) a Theuderich I. (511–534). Navázali na dobyvačnou politiku svého otce a upevnili franskou vládu v Akvitánii. Roku 531 se Chlothar a Childebert dokonce pokusili překročit Pyreneje a napadnout vizigótskou říši, nesetkali se však s úspěchem, a proto se jejich další výboje soustředily na východ. Roku 534 začlenili do své říše Burgundsko, roku 536 si podmanili Ostrogóty v Provence a poté začali s výboji i do Itálie, kde však byly jejich úspěchy jen dočasné kvůli problémům se zásobováním.
Do roku 536 franští králové získali moc nad celou římskou Galii kromě Bretaně a Septimánie a dále navazovali na zbytky římské správy. Jiná byla situace na severovýchodní straně Rýna. Frankové si sice podmanili Durynky, ti však roku 555 spolu se Sasy povstali. Frankové vzpouru potlačili a vytvořili z území Durynků a Sasů nárazníkové státy.
Ze čtyř Chlodvíkových synů nakonec zůstal jen Chlothar I., který po smrti svých bratrů na čas opět sjednotil franskou říši pod svou vládou. Po Chlotharově smrti roku 561 se však říše opět rozdělila mezi jeho čtyři syny. Chilperich I. (561–584) získal Neustrii), Charibert I. (561–567) Akvitánii), Guntram (561–592), Burgundsko a Sigibert I. (561–575) Austrasii. Tentokrát ovšem mezi bratry vznikly spory, jež přerostly v intrikaření a bratrovražedné války. Tyto boje ovšem královskou moc oslabovaly, jelikož franští velmožové a galořímská nobilita využívala těchto sporů k posílení své vlastní moci; Grundovald se dokonce pokusil o svržení merovejské dynastie. Ke stabilizaci poměrů došlo až na počátku 7. století, přesto merovejští králové ztratili svou výkonnou moc a stali se pouhými roi fainéant, kteří podléhali svým majordomům.

#### Společnost za vlády Merovejců

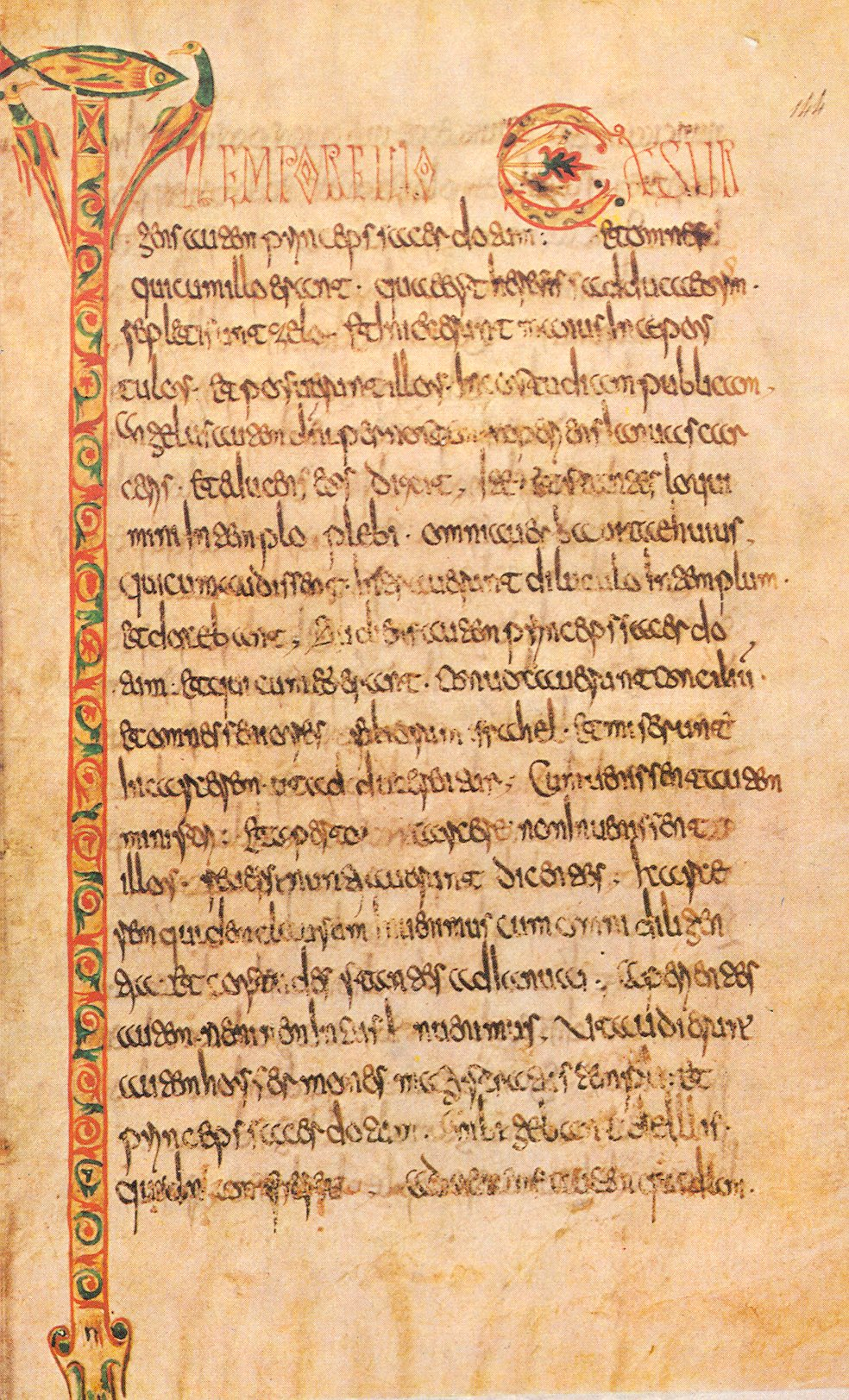
Lekcionář napsaný v 7. století v klášteře Luxeuil, založeném svatým Kolumbánem

Správa rozsáhlé říše nebyla jednoduchá. Vzhledem ke komunikačním obtížím objížděli sami králové se svou družinou zemi, od svého sídelního města se však příliš nevzdalovali. V regionech byla státní moc vykonávána ve třech liniích: duchovní a soudní správu vykonávali biskupové, civilní správu hrabata a vojenskou správu vévodové. V jednotlivých regionech se tyto tři složky navzájem kontrolovaly.
Většina obyvatel žila na vesnici. Na jihu franské říše (v galorománské kulturní oblasti) pokračovala tradice řemesel z doby římské (zejména sklářství, hrnčířství, šperkařství, výroba mečů). Výrobky sice již svou kvalitou nedosahovaly úrovně, jakou měly za vlády Římanů, přesto si našly odbyt po celé franské říši a vyvážely se dokonce i do Anglie a Skandinávie. Pokračoval také obchod se Středomořím (z Palestiny se dováželo víno, z Egypta papyrus). Kulturní inspiraci pak Frankové nezřídka čerpali od Byzantinců.
Za vlády Chlodvíkových následovníků pokročila christianizace země. V Galii mělo křesťanství tradici již od doby římské a Martina z Tours přijali Frankové za svého národního světce. Svou tradici mělo v této oblasti také mnišství, význam klášterů však postupně klesal. Nový impuls pro christianizaci i rozvoj klášterů představoval příchod svatého Kolumbána (540–615) s jeho dvanácti druhy z Irska (asi roku 585), které prožívalo rozkvět mnišství a klášterní vzdělanosti. Kolumbán se zaměřil na horní vrstvy společnosti a nadchnul pro mnišský ideál nemálo aristokratů. Jeho úspěchy se však staly trnem v oku biskupům, a když pak kritizoval morálku Merovejců, musel zemi opustit. Kláštery ovšem ve své činnosti dále pokračovaly a přispívaly nejen k pokřesťanšťování obyvatelstva, ale také k šíření vzdělanosti.

#### Úpadek merovejské moci

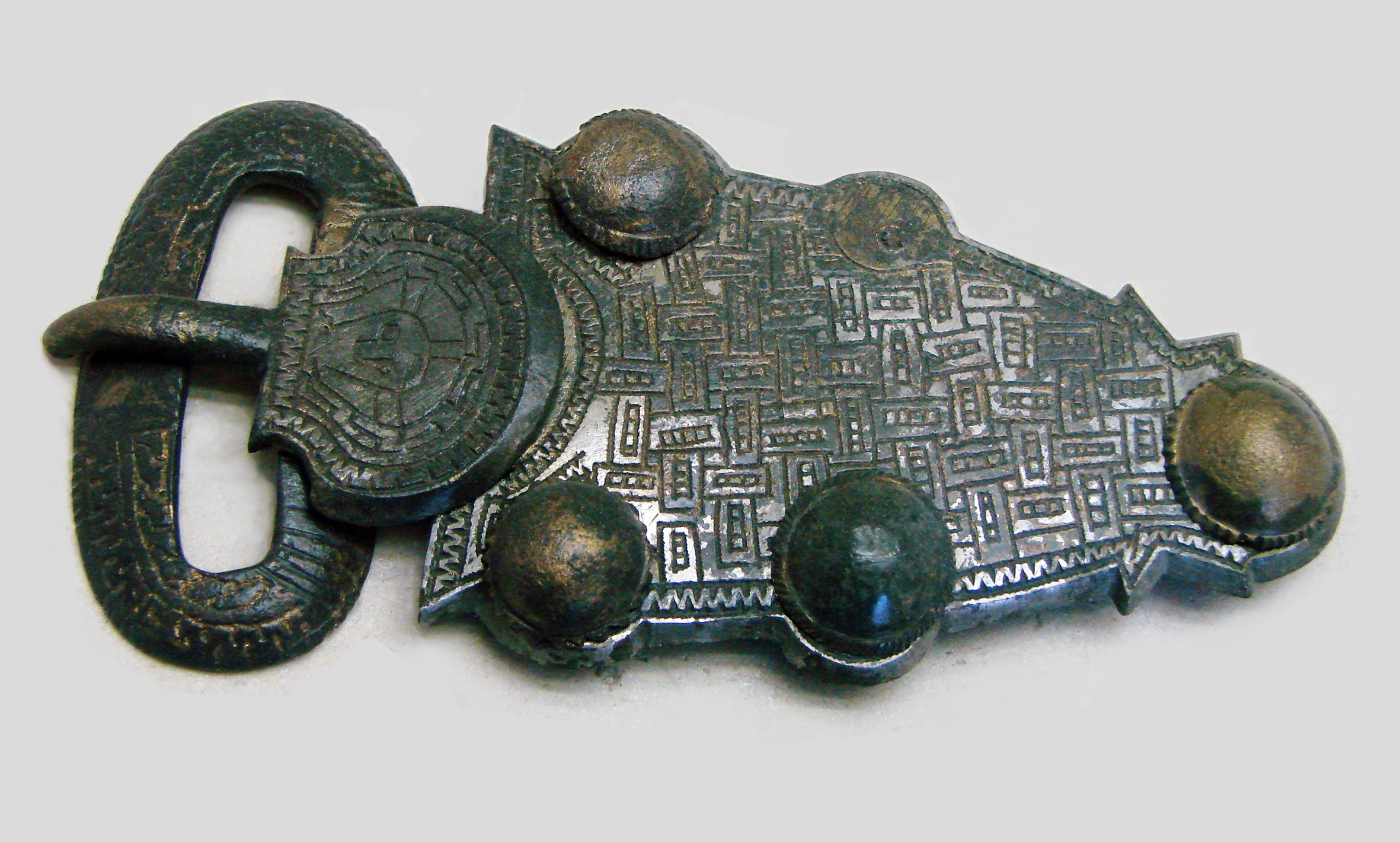
Franská spona ze 7. století

Na počátku 7. století došlo za vlády Dagoberta I. (629–639) k poslednímu vzestupu královské moci, kdy franské říši vládl jediný král. Roku 631 však zaznamenal vojenský neúspěch při tažení proti slovanským Venetům a Sámově říši. Brzy na to proti Dagobertovi povstala šlechta vedená bývalým austrasijským majordomem Pipinem I. Odpor šlechty byl překonán až za cenu vážných ústupků. Po Dagobertově smrti vládli slabí králové a moc na sebe stále více strhávala šlechta a majordomové dynastie Pipinovců.
Po zavraždění krále Childericha II. roku 675 v zemi zavládl chaos. V nastalé bitvě u Lucofaa se utkal austrasijský majordomus Pipin II. s neustrijsko-burgundským majordomem Ebroinem, který sice zvítězil, již roku 681 byl však zavražděn. Pipin II. se vzchopil, po vítězství nad neustrijským králem Theuderichem III. a jeho majordomem Bercharem v bitvě u Tertry roku 687 franské království sjednotil, přijal titul „princeps Francorum“, a merovejskému králi ponechal jen reprezentativní funkci.

### Dominance majordomů (687–751)

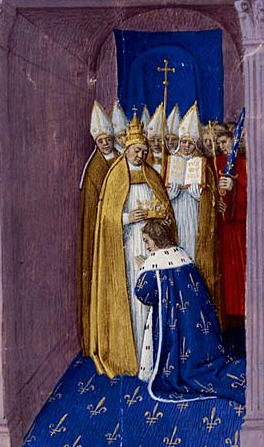
Korunovace Pipina III. franským králem

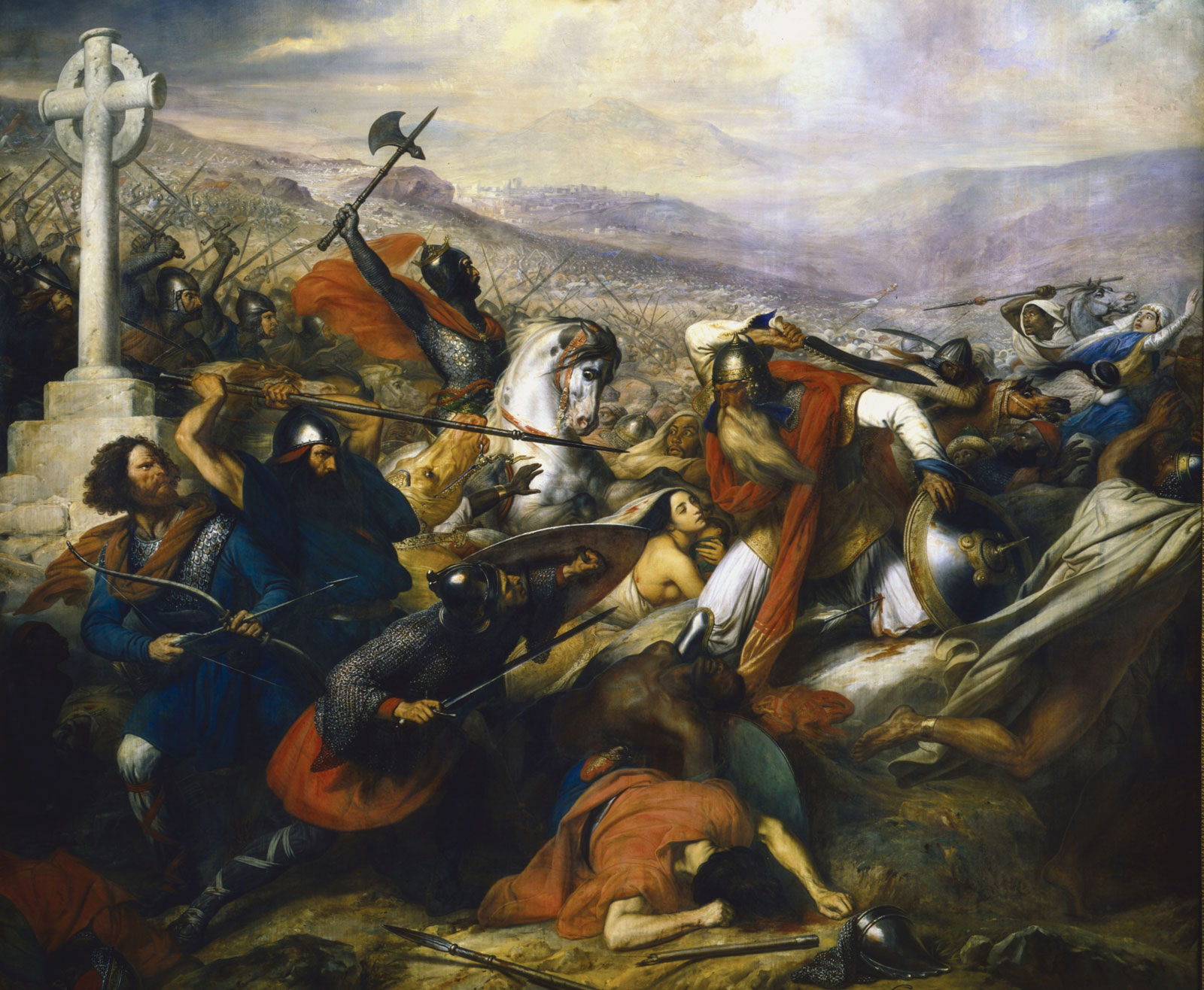
Bitva u Poitiers

Pipin se oženil kolem roku 670 s Plektrudou, přičemž toto manželství mu přineslo nejen dva syny Drogona a Grimoalda, ale také velký pozemkový majetek, který mu zajistil další upevnění jeho moci. Oba synové však zemřeli dřív než jejich otec, který však skonal záhy, někdy po roce 714. Plektruda na trůn prosadila svého vnuka a Grimoaldova syna, nedospělého Theudoalda. Karel Martel, syn Pipina a jeho konkubíny a snad i druhé manželky Alpaidy záhy donutil Plektrudu a jejího vnuka ke kapitulaci, přičemž získal část královského pokladu a aby si svoji vládu natrvalo pojistil, nechal povraždit Drogonovy syny. Během své vlády se často spojoval s biskupy, kteří mu pomáhali v boji proti staré franské rodové šlechtě. Část statků, některé získané zabavením klášterního majetku rozdal svým vazalům a fakticky ovládal celou Franskou říši i když legitimní vládci zatím zůstali Merovejci.
Karel Martel se zapsal do historie zejména vojenskými úspěchy. Od roku 721 napadali muslimští Umajjovci franskou Akvitánii, kde je Karel Martel v roce 732, v bitvě u Tours s podporou vévody Odona Akvitánského porazil. Tato bitva je považována za konec středověké muslimské invaze do západní Evropy. Svými vojenskými výboji získal také území v dnešním Německu. Dobyl Frísko a vpadl také do Saska, jen dobytí Bavorska bylo problematické. Přestože jej ovládl, a dokonce se oženil s příbuznou tamějších vládců Swanahildou, získalo Bavorsko od roku 737 opět nezávislost. Roku 738 byli nakonec Arabové poraženi v bitvě u Narbonnu a vytlačeni za Pyreneje. Za vlády Karla Martela došlo ke sblížení s papežskou kurií, když vypomohl papeži Řehoři III. v boji proti Langobardům.
Po jeho smrti se říše rozdělila mezi jeho dva syny Karlomana a Pipina III. Karloman však po několika letech upřednostnil mnišský způsob života a předal roku 747 svou část říše Pipinovi a svého syna mu předal do opatrovnictví. Jediným vládcem Franků se tak stal Pipin III. zvaný Krátký. V roce 748 k říši opět připojil Bavorsko, v tomtéž roce se mu narodil syn a následník trůnu Karel, budoucí císař Karel Veliký. Tato událost probudila v Pipinovi přání trvale zajistit vládu v říši pro svoji dynastii. Převrat provedl tak, že papežovi Zachariáši adresoval sugestivní otázku: Pokud jde o krále Franků, kteří již nemají královskou moc... je takový stav věcí správný? Papež odpověděl, že takový stav věcí není správný. Za těchto okolností byla faktická moc považována za důležitější než de jure autorita. Po tomto rozhodnutí byl trůn prohlášen za prázdný. Childerich III. byl sesazen z trůnu a postřižen. Jeho dlouhé vlasy byly symbolem jeho královských práv nebo magické moci. Ostříháním byl poslední merovejský král zbaven královských výsad.
Roku 751 tedy zvolili franští magnáti králem Pipina a ten byl v Soissons pomazán podle starozákonní tradice, čímž se mu dostalo také křesťanského posvěcení, čímž se k moci dostala dynastie Karlovců. Pipin pak nadále spolupracoval s papežskou kurií, roku 754 zastavil Langobardy, kteří opět ohrožovali Ravennský exarchát, na jehož území se nacházel Řím a tedy i papež. O dva roky později daroval Pipin svojí donací území bývalého Ravennského exarchátu papeži, čímž vznikl Papežský stát trvající až do roku 1870. Ochráncem papežů se tak od nynějška stal namísto byzantského císaře franský král. Pipin se nadále snažil upevňovat svou pozici v Německu boji s částečně stále ještě pohanskými Frísy, ale také s Bavory a Sasy, kteří nadále odmítali přijmout franskou nadvládu. Pipin měl dva syny, Karla a Karlomana a před svou smrtí je roku 768 prohlásil se souhlasem franských velmožů za své následovníky a rovné dědice.

### Karel Veliký – první středověký císař vzápadní Evropě

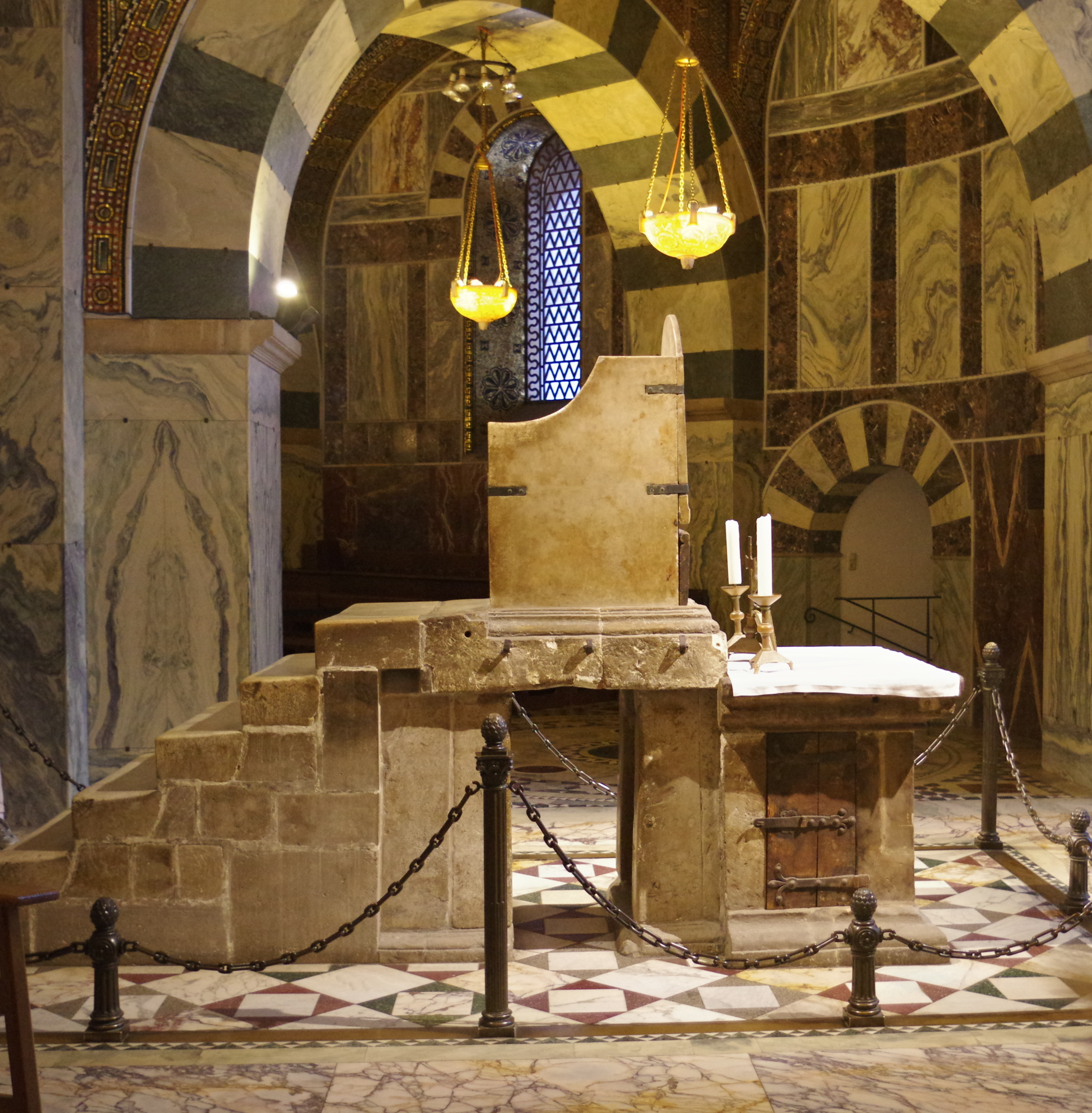
Trůn Karla Velikého (Oktogon, Cáchy)

Největšího rozmachu dosáhla Franská říše za Pipinova syna Karla Velikého (vládl 768–814). Hlavní náplní Karlova panování byly výboje, za nichž se franský stát nebývale rozšířil. Přes třicet let vedli franští bojovníci urputné boje na východě za Rýnem s germánskými Sasy. Na území dnešního Maďarska se králi podařilo úplně zničit říši Avarů. Podnikl také výpravu proti Slovanům v našich zemích a přiměl je odvádět poplatky (805). Na jihu zvětšil svoji říši o severní Itálii a pronikl až na Pyrenejský poloostrov. Karlova první španělská výprava však skončila tragicky. Zadní voj franského vojska byl tehdy přepaden a všichni vojáci pobiti. Hrdinně zahynul i jeho velitel Roland. O tři století později sepsal neznámý autor hrdinský epos Píseň o Rolandovi. V něm oslavil hrdinu, který do posledního dechu bojoval za svého krále. Franská říše Karlovců se postupně stala rozhodující mocností v západní Evropě a protiváhou byzantské říše na východě. Tomu odpovídal císařský titul jejího panovníka. Roku 800 korunoval papež Lev III. během vánočních bohoslužeb v Římě Karla Velikého císařem říše římské, čímž byla na západě obnovena římská říše. Nový význam její existenci dala církev. Středověký římský císař se měl stát vládcem a ochráncem všech západních křesťanů. Tato představa byla zcela neuskutečnitelná. Přesto panovala po celý středověk.

#### Správa říše

Měnící se tvář říše mezi lety 481–814

Karolínská říše na vrcholu moci roku 814

Karel se i po císařské korunovaci snažil být především vládcem Franků. Rozlehlou říši rozdělil jako kdysi Merovejci na hrabství, která spravovala hrabata, vybíraná panovníkem. V pohraničí byly místo hrabství zřizovány marky v čele s markrabími. Marky byly obsazovány vojáky, kteří měli za úkol bránit říši před útoky zvenčí. Středisky správy byly falce, královské dvorce s palácem, rozmístěné v různých částech země. K nim příslušely statky. Kontrolu nad celým územím prováděl král, který se svojí družinou objížděl zemi. Říše neměla hlavní město, v němž by trvale sídlil. Při tehdejší malé úrodnosti totiž početný královský dvůr rychle spotřeboval zásoby potravin i pícnin z širokého okolí. Panovník byl proto nucen cestovat po statcích, na nichž mu poddaní vždy přichystali dostatek obživy a čerstvé koně pro něho i jeho družinu. Přesto nejraději císař pobýval v Cáchách, kde si nechal postavit výstavný císařský palác. Z rozlehlého objektu se jako jediná dochovala pouze osmiboká kaple (Oktogon), která je součástí katedrály Panny Marie před níž byl císař pohřben. Nese výrazné znaky byzantského slohu.

#### Karolinská renesance
Dvůr Karla Velikého se stal významným střediskem kultury. Po pádu římské říše se kulturní vývoj na západě ubíral složitými cestami. Barbarské národy neuměly číst ani psát a vědění starověkého Říma upadalo pozvolna v zapomnění. Určitého vzdělání se dostávalo pouze kněžím a mnichům, kteří potřebovali číst církevní spisy, především Bibli, aby ji mohli vykládat věřícím. Teprve ve Franské říši za panování Karla Velikého a mnohdy právě z jeho popudu došlo k rozkvětu vzdělanosti, výtvarného umění a stavitelství. Tato snaha po obnově kulturního života bývá nazývána karolinskou renesancí, jako znovuzrození, ve smyslu obnovení antické kultury. Karolinská doba však nevzkřísila ducha antické vzdělanosti, spíše se jím jen inspirovala a snažila se ho napodobit. Dala však pevné základy dalšímu vývoji kultury a umění, který později dospěl k vytvoření románského slohu. Novými nositeli kultury se staly především kláštery. V klášterních skriptoriích se opisovaly staré rukopisy, které se zdobily malbami. Jednalo se především o biblické texty, ale také o spisy antických autorů. Ty byly využívány především pro zlepšení znalostí jazyka církve, spisovné latiny. Svým obsahem byla antická díla chápání středověkých křesťanů již značně vzdálená. Díky těmto opisům se však řada z nich dochovala do pozdější doby.
Karel Veliký se od počátku své vlády snažil, aby duchovní získali dobré vzdělání. Podporoval proto zakládání škol při klášterech a biskupstvích. Ke svému dvoru povolal mnohé učence z Anglie, Itálie a Hispánie. Ti pak působili na církevních školách i v Karlově družině. Patřil do ní například všestranně vzdělaný anglosaský mnich Alkuin z Yorku, Karlův přítel, či langobardský historik Paulus Diaconus. Právě Alcuin z Yorku nepochybně podnítil vznik řady významných děl v oblasti umělecké, literární i stavební. Do okruhu rádců Karla Velikého patřil také učenec a básník Einhard.
Vynikající úrovně dosáhly vzácné rukopisné knihy, které byly zhotovovány v palácové dílně v Cáchách. Karel jim osobně věnoval velkou péči. Byly to hlavně Bible a evangeliáře (výňatky z evangelií). Tyto skvostné nákladné knihy vytvářeli nejlepší umělci, kteří  je zdobili malbami, především miniaturami. Také jejich vazby byly malými uměleckými díly. Nejstarší dochovaný rukopis z palácové dílny si objednal Karel Veliký se svou manželkou Hildegardou. Je psán zlatým a stříbrným písmem na purpurovém pergamenu.

#### Umění číst apsát

Podpis Karla Velikého

Pro karolinskou renesanci je typický nejen rozvoj učenosti mnichů, ale i rozšíření základní znalosti čtení a psaní. Týkalo se to však pouze úzkého okruhu lidí z císařova okolí. Karel vydával svá nařízení písemně, neboť to usnadňovalo správu říše. Proto vyžadoval, aby jeho úředníci a dvořané uměli číst a psát. Sám se naučil psát až v dospělém věku. Ve franských klášterech bylo v době Karla Velikého vytvořeno nové písmo, které se nazývá karolinská minuskula. Bylo velmi jednoduché, praktické a rychle se rozšířilo. Z karolinské minuskuly vznikla později malá písmena abecedy, která se nazývá latinka a je stále používaná. Velká písmena (majuskule) byla převzata z antických nápisů.

### Rozdělení Franské říše

Rozdělení Franské říše podle verdunské smlouvy z roku 843

Franská říše dospěla za vlády Karla Velikého ke svému vrcholu, ale její rychlý vzestup už v sobě skrýval zárodky úpadku. Nebylo v silách ani nejschopnějšího z panovníků, aby dokázal v té době běžně dostupnými prostředky udržet tak obrovskou říši pod jedinou vládou. Výboje, které přinášely bohatství a rozšiřovaly moc krále, postupně skončily. Bohatí a vlivní šlechtici o mocného vládce nestáli, a tak využívali každé příležitosti k odboji proti němu.
Karlův syn a nástupce císař Ludvík I. Pobožný (vládl 814–840) nebyl průbojným vládcem. Aby předešel sporům o trůn, rozhodl, že říše bude napříště rozdělena mezi jeho syny. Bez úspěchu pak usiloval o to, aby nejstaršímu z nich, Lotharovi, připadla s císařským titulem i vláda nad bratry. Rozbroje mezi Ludvíkovými syny vypukly ještě za otcova života a po jeho smrti vyvrcholily rozdělením franské říše, které bylo roku 843 potvrzeno Verdunskou smlouvou. Nejmladší Ludvíkův syn Karel II. Holý získal západofranskou říši, jež dala základ středověkému francouzskému království. Francie se stala přímou pokračovatelkou Franské říše a pojmenování germánských Franků si dodnes nese ve svém názvu. Ludvíkovi Němci připadla východofranská říše, budoucí Německo. Lotharovi zůstal jen nesourodý pás území mezi oběma říšemi nazývaná Středofranská říše, na němž nikdy nevznikl jednotný státní útvar a císařský titul, ovšem bez pravomoci nad mladšími bratry a jejich državami. Severní část Lotharovy země, nazvaná podle jeho stejnojmenného syna Lotharingie (Lotrinsko), se brzy stala předmětem častých územních sporů mezi Francií a Německem.
Karlovští vládci následujících generací byli většinou jen slabými panovníky. Později přestali usilovat o císařskou korunovaci a titul římského císaře v západní Evropě opět zanikl.